# Lipoptena japonica
Lipoptena japonica är en tvåvingeart som beskrevs av Joseph Charles Bequaert 1942. Lipoptena japonica ingår i släktet Lipoptena och familjen lusflugor. Inga underarter finns listade i Catalogue of Life.